# Малиссар, Жорж
Жорж Малиссар (фр. Georges Malissard; 3 октября 1877, Анзен (Нор), Валансьен — 13 апреля 1942, Нёйи-сюр-Сен) — французский скульптор.

## Биография
Родился в состоятельной семье промышленников недалеко от Валансьена. Данные о его учёбе отсутствуют. Находился под влияние работ скульптора Эммануэля Фремье. В 1908 году впервые выставился во французском Салоне и получил свой первый заказ от кайзера Германии Вильгельма II на скульптуру двух чистокровных коней для Берлина.
В 1913 году был удостоен первой премии на конной выставке в Лондоне.
За исключением периода Первой мировой войны, когда Малиссар служил в 5-м кирасирском полку, скульптор регулярно выставлял свои работы в Салонах (в том числе Salon des Artistes Français, где он получил почётную награду в 1919 году, Salon de la Société и др.). Выставлялся на Всемирной выставке в Брюсселе (1910) и Лондонской летней выставке 1930 года в Королевской академии, что сделало его популярным скульптором. С 1918 года, в основном, работал по заказам.
Анималист, известный своими многочисленными скульптурами животных: слонов, рысей, собак, ослов и оленей, но в первую очередь известных скаковых лошадей, конными статуями видных деятелей того времени, в том числе статуей маршала Фоша, установленной в Касселе, копия которой была установлена в 1930 году в Лондоне.
Ему позировали монархи, в их числе Георг V, Альфонсо XIII, бельгийская королевская семья и королева Румынии.

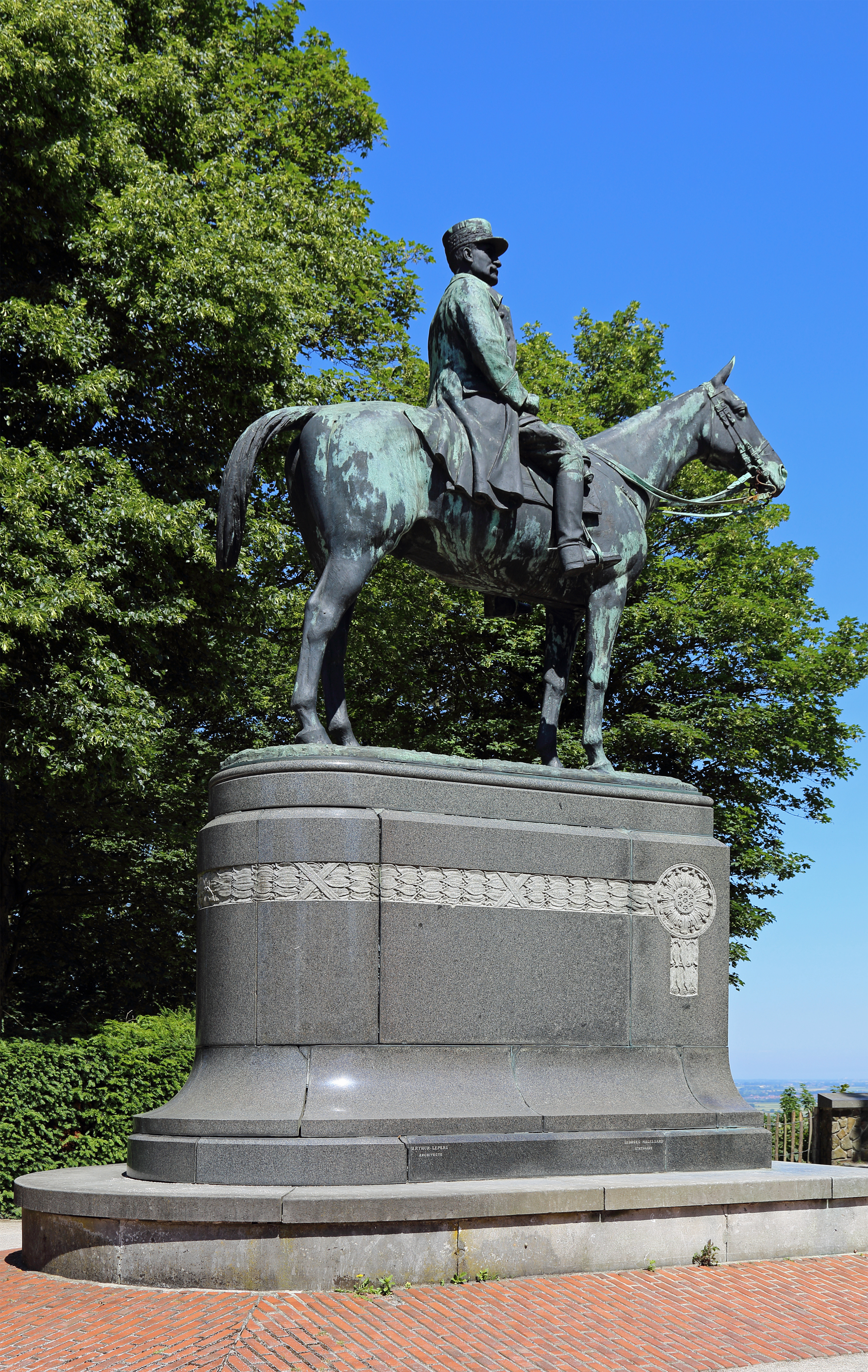
Конная статуя маршала Фоша. Кассель, 1928

Участник скульптурного раздела на художественном конкурсе на Летних Олимпийских играх 1932 года. Носил почётное звание скульптора Третьей республики.
В 1933 году стал кавалером ордена Почётного легиона.
Работы Жоржа Малиссара сейчас хранятся в коллекциях английских музеев: Имперского военного музея, Кавалерийского клуба и Королевской коллекции. Во Франции его скульптуры находятся в нескольких музеях, таких как Музей армии (Париж), Музей охоты и природы (Париж), Музей Ниссим-де-Камондо, Musée des Années Trente (О-де-Сен), Musée du Cheval de Course, Musée de la Vénerie (Санлис) и др.